# Klausdorf (Mecklembourg-Poméranie-Occidentale)
Pour les articles homonymes, voir Klausdorf.
Klausdorf est une commune de l'arrondissement de Poméranie-Occidentale-Rügen, Land de Mecklembourg-Poméranie-Occidentale.

## Géographie
La commune se situe à 15 km au nord-ouest de Stralsund, le plus au nord de la partie continentale du Land. Le nord de son territoire fait partie du parc national du lagon de Poméranie occidentale.
Elle regroupe les quartiers de Klausdorf, Solkendorf, Barhöft et Zarrenzin.

## Histoire
Klausdorf est mentionné pour la première fois en 1280, Zarrenzin en 1296 et Barhöft en 1792.
Appartenant d'abord à la principauté de Rügen, le village passe au duché de Poméranie. Après la guerre de Trente Ans, il fait partie de la Poméranie suédoise puis revient à la province de Poméranie, et donc à la Prusse en 1815.

## Personnalités liées à la ville
- Robert Eduard von Hagemeister (1827-1902), homme politique né et mort au manoir de Klausdorf.